# Anton von Mailly
Anton von Mailly (Gorizia, 19 agosto 1874 – Vienna, 30 maggio 1950) è stato uno scrittore, etnologo e storico austriaco, la sua raccolta di leggende è tuttora fondamentale per conoscere l'etnologia delle zone dell'ex Litorale austriaco.

## Biografia
Antonius Ludovicus Aloisius Chaurand vulgo Ciaulandi de Mailly St.Eustache, o Anton von Mailly, come egli stesso preferiva firmarsi, nacque il 19 agosto 1874 da Giovanni (1838-1914) e Leopoldina von Premerstein (1847-1913) in una casa oggi demolita lungo l'odierna via Rabatta.
Da parte di padre era discendente da un'antica famiglia francese, fuggita dalla Provenza a seguito della Rivoluzione francese; il suo bisnonno esule combatté per le armate imperiali contro Napoleone, rimanendo peraltro gravemente ferito in battaglia. La famiglia si inserì nel contesto culturale friulano, a seguito di matrimoni con donne friulane, di Chiopris era la bisnonna, di Brazzano la nonna. Il cognome Chaurand fu friulanizzato in Ciaulandi.
Da parte di madre, invece, era di famiglia slovena. Gli antenati di Leopoldina, Premrl o Premrou, di Vipacco, erano stati nobilitati per motivi che rimangono oscuri da Giuseppe II; in seguito a ciò mutarono il loro cognome in de Premerstein, inserendosi ben presto nel mondo nobiliare italo-tedesco della Contea.  Rimasero probabilmente sloveni, però: prova ne potrebbe essere il fatto che una cugina di Leopoldina avrebbe dato alla luce Damir Feigel, una figura di spicco della cultura slovena. Un altro suo cugino fu tenace propugnatore dell'uso dello sloveno in atti ufficiali.
Fin da piccolo Anton sperimentò il peso e il fascino della propria intricata storia famigliare; ecco i suoi ricordi riguardo al funerale, nel 1883, di un Borbone, erede in esilio del Regno di Francia: «Con commosso entusiasmo andavano narrando a noi bambini che i monarchici di tutti i dipartimenti della Francia portarono con sé dei sacchetti di terra patria perché Enrico in esilio riposasse su terra francese».
Mailly trascorse l'infanzia e la giovinezza a Gorizia, dove gli furono impartiti tutti i gradi d'istruzione, culminanti con la Oberrealschule. Dopodiché, intorno al novembre 1893, fu inviato a fare praticantato a Trieste presso la dogana. Rimase a Trieste fino al 1900. Così, in vecchiaia, elogiò quegli anni: «Durante la mia attività doganale nel Puntofranco di Trieste [...] l'arrivo quasi giornaliero di grossi transatlantici mi portarono a contatto con ogni sorta di ricercatori, magnati, ministri, pezzi grossi locali e globetrotters. Questo periodo [...] fu per me il più interessante e istruttivo della mia vita. In quest'atmosfera d'oltremare [...] fui partecipe delle più ricche lezioni pratiche di etnologia».
Come Mailly racconta anche in manoscritti, lui e amici che aveva conosciuto lì usavano incontrarsi nei caffè, e in particolare nel "Caffè alla Casa Rossa" dove discutevano di poesia romantica. Nel 1900 passò d'incarico, e così fu richiamato presso il ministero del commercio a Vienna. Lì rimase fino al 1922, anno in cui perse il lavoro. Infatti, nel frattempo l'Austria aveva perso in seguito ai trattati di pace che avevano concluso la I Guerra Mondiale gran parte del territorio, compreso il Litorale da cui proveniva Mailly, passato all'Italia. Di conseguenza non aveva più bisogno di tanto personale burocratico, di cui si sbarazzò soprattutto con massicci prepensionamenti; in mezzo alle migliaia, c'era anche, a soli 48 anni, Mailly.
Da questo momento, Mailly si dedicò soprattutto alla scrittura, e pur frequentando altri scrittori e uomini di cultura, visse sostanzialmente isolato, e in vecchiaia, anche dimenticato, fino alla morte nel 1950.

## Attività
Di cosa esattamente si occupò Mailly, cerca di spiegarlo lui stesso in una lettera inviata nel 1911 ad un'amica, dove si autodefinisce studioso di archeologia, storia della chiesa medievale, medicina alchimistica, massoneria, ordine dei templari, occultismo in genere, storia della civiltà e dell'arte. I suoi interessi, sebbene coltivati talvolta frammentariamente, furono ancora più vasti. In particolare l'etnologia, passione che Mailly fa derivare dalle letture che nelle lunghe sere invernali la madre gli faceva di fiabe popolari e anche saggi etnologici.
Tra il 1917 e il 1922 raccolse le leggende del Litorale, in parte di prima mano da informatori mentre da Vienna veniva a trascorrere le vacanze nei luoghi natali, in parte traducendole tra quelle raccolte in friulano dal cormonese Dolfo Zorzut. Pubblicò infine il tutto a Lipsia nel 1922, dopo un'attenta revisione che fu curata dal grande etnologo tedesco Johannes Bolte. Nessuna delle opere pubblicate da Mailly ebbe successo di pubblico; in Italia, la pubblicazione di queste fiabe e leggende suscitò vivaci polemiche presso l'intellighenzia nazionalista goriziana del primo dopoguerra, tesa a sminuire l'apporto della cultura tedesca in quella goriziana, che invece Mailly, dal suo "esilio", accentuava. In particolare, aggressivo fu un commento di Ugo Pellis, che si firmò su "L'Eco dell'Isonzo" con lo pseudonimo di Vèncul. Riscoperta e rivalutata, la gigantesca produzione scritta del Mailly, sparpagliata in migliaia di manoscritti conservati all'Archivio di Stato viennese (che il Mailly, nel testamento vergato nel 1944, designò come erede dei suoi scritti) è stata in parte tradotta da Hans Kitzmüller. L'edizione critica curata da Milko Matičetov dà oggi il giusto risalto all'importante opera etnografica del Mailly, unitamente a una raccolta di suoi manoscritti intitolata Ricordi Goriziani, ideali per ricostruire l'ambiente e l'atmosfera della Gorizia di fine Ottocento.

## Opere
- Die romanische Kirche von Millstatt (La chiesa romanica di Millstatt), Spittal an der Drau, 1913
- Mythen, Sagen, Märchen vom alten Grenzland am Isonzo Volkskundliche Streifzüge (Miti, leggende, fiabe, dell'antica terra di confine sull'Isonzo, esplorazione folcloristica), Monaco di Baviera 1916
- Katholische Rosenkreuzerei. Mit einen Statutenbuch katolischer Rosenkreuzer aus dem XVIII. Jhdt. (Il rosario cattolico. Con un libro di statuti e rosari dal XVIII secolo), Pfullingen 1921
- Sagen aus Friaul und den Julischen Alpen (Leggende del Friuli e delle Alpi Giulie), Lipsia 1922
- Die Tempelherrenorden in Niederösterreich in Geschichte und Sage (I templari nella Bassa Austria tra storia e leggenda), Vienna 1923
- Allerlei Merkwürdigkeiten vom Wiener Stephansdom (Curiosità di ogni tipo sul Duomo di Santo Stefano a Vienna), Vienna 1923
- Mysterien der deutschen Bauhütte. Ein Beitrag zur Geschichte der mittelalterlichen Freimaurerei (Misteri dell'architettura popolare tedesca. Un contributo per la storia dell'edilizia privata medievale), Pfullingen 1926
- Niederösterreichische sagen(Leggende della Bassa Austria), Lipsia 1926
- Sagen aus dem Bezirk Mistelbach in Niederösterreich (Leggende dal circondario di Mistelbach, Bassa Austria), Vienna 1927
- Die Kirche von St. Ruprecht in Wien (La chiesa di St. Ruprecht a Vienna), Vienna 1927
- Klosterneuburg, Stadt und Stift (Klosterneuburg, la città e il monastero), Klosterneuburg 1928
- Deutsche Rechstaltertümer in Sage und Brauchtum (Il diritto tedesco antico in leggende e tradizioni), Vienna 1929
- Sagen aus den Burgenland (Leggende dal Burgenland), Vienna 1931
- Sagen und Heimatkunde. Die Sagenbildung in der Landschaft (Leggende e patria. La genesi delle leggende nel territorio) Vienna 1940
- Ortswahrzeichen von Niederdonau. Ein Beitrag zur Kulturgeschichte der Ortskunde, des Reisens und des Zunftwesens (I gonfaloni del Basso Danubio. Un contributo alla storia culturale della  geografia e dei viaggi), Vienna 1940

## Opere tradotte e bibliografia
- Leggende del Friuli e delle Alpi Giulie, Gorizia, Libreria Editrice Goriziana, 1986, 2004
- Ricordi goriziani, Gorizia, Libreria Editrice Goriziana, 1990, 2004